# J2 League 2022
Die J2 League 2022 war die 24. Spielzeit der zweithöchsten Fußball-Spielklasse der japanischen J.League. Die Saison begann mit dem ersten Spieltag am 19. Februar 2022 und endete mit dem letzten Spieltag am 23. Oktober 2022. Meister wurde der Albirex Niigata, der zum zweiten Mal nach 2003 die zweite Liga gewann und dadurch nach fünfjähriger Abwesenheit wieder in die erste Liga zurückkehrte.

## Modus
Die 22 Mannschaften der J2 League spielen ihren Meister in einem Doppelrundenturnier im Kalenderjahr aus, wobei jedes Team in einem Hin- und Rückspiel gegeneinander antritt, sodass jede Mannschaft am Saisonende 42 Spiele absolviert hat. Die ersten beiden Mannschaften steigen in die J1 League auf, die Vereine vom dritten bis zum sechsten Tabellenplatz ermitteln über die Aufstiegsplayoffs einen Sieger, der in einem Relegationsspiel gegen den Tabellen-Sechzehnten der J1 League 2022 um einen dritten Aufstiegsplatz kämpft.
Bedingt durch die Auswirkungen der COVID-19-Pandemie in Japan stiegen in der vergangenen Saison einmalig vier Vereine in die J3 League ab, um die Ligastärke von 22 Mannschaften konstant zu halten. In dieser Saison kehrt man wieder zu den regulären Abstiegsregelungen zurück, sodass die beiden letztplatzierten Vereine in die J3 League absteigen.
Ermittelt wird die Tabelle anhand der folgenden Kriterien:
1. Anzahl der erzielten Punkte
2. Tordifferenz
3. Erzielte Tore
4. Ergebnisse der Spiele untereinander
5. Fairplay-Wertung
6. Los

## Mannschaften
| Team                 | Stadt, Präfektur             | Heimstadion                           |
| -------------------- | ---------------------------- | ------------------------------------- |
| Iwate Grulla Morioka | Morioka, Iwate               | Iwagin Stadium                        |
| Vegalta Sendai       | Sendai, Miyagi               | Yurtec Stadium Sendai                 |
| Blaublitz Akita      | Akita, Akita                 | Soyu Stadium                          |
| Montedio Yamagata    | Tendō, Yamagata              | ND Soft Stadium                       |
| Mito Hollyhock       | Mito, Ibaraki                | K's denki Stadium                     |
| Tochigi SC           | Utsunomiya, Tochigi          | Tochigi Green Stadium                 |
| Thespakusatsu Gunma  | Kusatsu, Gunma               | Shoda Shoyu Stadium Gunma             |
| Ōmiya Ardija         | Omiya-ku in Saitama, Saitama | NACK5 Stadium Ōmiya                   |
| JEF United Chiba     | Chiba & Ichihara, Chiba      | Fukuda Denshi Arena                   |
| Tokyo Verdy          | Tokio, Tokio                 | Ajinomoto Stadium                     |
| FC Machida Zelvia    | Machida, Tokio               | Machida-GION-Stadion                  |
| Yokohama FC          | Yokohama, Kanagawa           | NHK Spring Mitsuzawa Football Stadium |
| Ventforet Kofu       | Kofu, Yamanashi              | Yamanashi Chuo Bank Stadium           |
| Albirex Niigata      | Niigata, Niigata             | Denka Big Swan Stadium                |
| Zweigen Kanazawa     | Kanazawa, Ishikawa           | Ishikawa Athletics Stadium            |
| Fagiano Okayama      | Okayama, Okayama             | City Light Stadium                    |
| Renofa Yamaguchi FC  | Yamaguchi, Yamaguchi         | Ishin Me-Life Stadium                 |
| Tokushima Vortis     | Tokushima, Tokushima         | Pocari Sweat Stadium                  |
| Roasso Kumamoto      | Kumamoto, Kumamoto           | Egao Kenkō Stadium                    |
| Ōita Trinita         | Ōita, Ōita                   | Showa Denko Dome Oita                 |
| V-Varen Nagasaki     | Nagasaki, Nagasaki           | Transcosmos Stadium Nagasaki          |
| FC Ryūkyū            | Okinawa, Okinawa             | Tapic Kenso Hiyagon Stadium           |

## Ausländische Spieler
| Mannschaft                | Spieler 1           | Spieler 2         | Spieler 3        | Spieler 4         | Spieler 5       | Spieler 6           | Spieler 7     | Spieler 8    | Ehemalige Spieler   |
| ------------------------- | ------------------- | ----------------- | ---------------- | ----------------- | --------------- | ------------------- | ------------- | ------------ | ------------------- |
| Albirex Niigata           | Kazuyoshi Shimabuku | Thomas Deng       | Ippei Shinozuka  | Alexandre Guedes  |                 |                     |               |              |                     |
| Blaublitz Akita           |                     |                   |                  |                   |                 |                     |               |              |                     |
| Fagiano Okayama           | Tiago Alves         | Mitchell Duke     | Han Eui-gwon     | Jordy Buijs       | Stefan Mauk     |                     |               |              | Yu Yong-hyeon       |
| Iwate Grulla Morioka      | Lucas Morelatto     | Brenner           | Kim Jong-min     | Jang Hyun-soo     | Han Yong-thae   | Kenneth Otabor      | Paul Tabinas  | Cristiano    |                     |
| JEF United Ichihara Chiba | Daniel Alves        | Ricardo Lopes     | Jang Min-gyu     | Tiago Leonço      |                 |                     |               |              | Saldanha            |
| Machida Zelvia            | Jong Tae-se         | Dudu              | Vinícius Araújo  |                   |                 |                     |               |              |                     |
| Mito Hollyhock            | Jefferson Tabinas   | Leonard Brodersen |                  |                   |                 |                     |               |              |                     |
| Montedio Yamagata         | Dellatorre          | Tiago Alves       |                  |                   |                 |                     |               |              |                     |
| Ōita Trinita              | Matheus Pereira     | Eduardo Neto      | Samuel           |                   |                 |                     |               |              |                     |
| Ōmiya Ardija              |                     |                   |                  |                   |                 |                     |               |              |                     |
| Renofa Yamaguchi          | Renan               |                   |                  |                   |                 |                     |               |              |                     |
| Roasso Kumamoto           | Thales              | Leonardo Carlos   |                  |                   |                 |                     |               |              |                     |
| FC Ryūkyū                 | Kelvin              | Álex Barrera      | Danny Carvajal   | Ri Yong-jik       | Sittichok Paso  | Vũ Hồng Quân        | Phạm Văn Luân | Sadam Sulley | Vinícius dos Santos |
| Thespakusatsu Gunma       |                     |                   |                  |                   |                 |                     |               |              |                     |
| Tochigi SC                | Juninho             | Carlos Gutiérrez  |                  |                   |                 |                     |               |              | Ömer Tokaç          |
| Tokushima Vortis          | Cacá                | Elsinho           | Rio Hyon         | Oriola Sunday     | Mushaga Bakenga | José Aurelio Suárez |               |              |                     |
| Tokyo Verdy               | Matheus Vidotto     | Byron Vásquez     | Pratama Arhan    |                   |                 |                     |               |              |                     |
| V-Varen Nagasaki          | Caio César          | Cristiano         | Edigar Junio     | Víctor Ibarbo     | Clayson Vieira  | Kaique Mafaldo      |               |              |                     |
| Vegalta Sendai            | Felippe Cardoso     | Foguinho          | Leandro Desábato | Nedeljko Stojišić | Ryang Yong-gi   | Kim Tae-hyeon       |               |              |                     |
| Ventforet Kofu            | Willian Lira        | Renato            | Eduardo Mancha   | Foguete           | Getúlio         | Igor Sartori        |               |              | Bruno Paraíba       |
| Yokohama FC               | Gabriel             | Marcelo Ryan      | Kléber           | Rhayner           | Saulo Mineiro   | Svend Brodersen     | Mateus Moraes |              | Felipe Vizeu        |
| Zweigen Kanazawa          | Taiga Son           |                   |                  |                   |                 |                     |               |              |                     |

## Trainer
| Verein               | Cheftrainer                                    |
| -------------------- | ---------------------------------------------- |
| Iwate Grulla Morioka | Yutaka Akita                                   |
| Vegalta Sendai       | Masato Harasaki → Akira Itō                    |
| Blaublitz Akita      | Ken Yoshida                                    |
| Montedio Yamagata    | Peter Cklamovski                               |
| Mito HollyHock       | Tadahiro Akiba                                 |
| Tochigi SC           | Yū Tokisaki                                    |
| Thespakusatsu Gunma  | Tsuyoshi Ōtsuki                                |
| Omiya Ardija         | Masahiro Shimoda → Naoki Sōma                  |
| JEF United Chiba     | Yoon Jong-hwan                                 |
| Tokyo Verdy          | Takafumi Hori → Hiroshi Jōfuku                 |
| FC Machida Zelvia    | Ranko Popović                                  |
| Yokohama FC          | Shūhei Yomoda                                  |
| Ventforet Kofu       | Tatsuma Yoshida                                |
| Albirex Niigata      | Rikizō Matsuhashi                              |
| Zweigen Kanazawa     | Masaaki Yanagishita                            |
| Fagiano Okayama      | Takashi Kiyama                                 |
| Renofa Yamaguchi FC  | Yoshihiro Natsuka                              |
| Tokushima Vortis     | Daniel Poyatos                                 |
| V-Varen Nagasaki     | Hiroshi Matsuda → Takeo Harada → Fábio Carille |
| Roasso Kumamoto      | Takeshi Ōki                                    |
| Oita Trinita         | Takahiro Shimotaira                            |
| FC Ryukyu            | Tetsuhiro Kina → Nacho Fernández               |

## Spieler
| Verein               | Spieler |
| -------------------- | --- |
| Iwate Grulla Morioka | Sōdai Hasukawa (11/0), Issei Tone (18/0), Yūsuke Muta (32/3), Keita Ishii (21/1), Kentarō Kai (31/1), Morelatto (28/3), Kōsei Wakimoto (8/0), Han Yong-thae (8/0), Cristiano (11/3), Brenner (32/4), Yūki Shikama (16/2), Hayata Komatsu (29/3), Tōi Kagami (24/0), Tatsuya Tabira (10/0), Taisuke Nakamura (26/0), Tsuyoshi Miyaichi (23/2), Kenta Matsuyama (20/0), Yōhei Okuyama (32/2), Kim Jong-min (8/0), Bismarck (26/1), Otabor (19/1), Shunji Masuda (14/0), Jang Hyun-soo (4/0), Nobuyuki Abe (1/0), Mamoru Kamisasanuki (1/0), Tsubasa Yuge (26/2), Masahito Onoda (25/1), Daisuke Fukagawa (16/2), Takuto Minami (12/0), Kaito Suzuki (2/0), Taishi Brandon Nozawa (22/0), Sōta Kiri (11/0), Masashi Wada (37/2), Atsutaka Nakamura (35/1), Masaomi Nakano (13/1)               |
| Vegalta Sendai       | Yūma Obata (21/0), Naoya Fukumori (13/0), Kōji Hachisuka (14/0), Masashi Wakasa (26/1), Leandro Desábato (13/0), Yoshiki Matsushita (5/0), Masato Nakayama (27/14), Ryang Yong-gi (15/0), Shūhei Akasaki (3/0), Yasuhiro Hiraoka (30/1), Takayoshi Ishihara (20/0), Felippe Cardoso (20/3), Kyōhei Yoshino (23/2), Shingo Tomita (7/0), Ryōma Kida (33/6), Yūsuke Minagawa (33/5), Kim Tae-hyon (30/1), Stojišić (7/0), Daichi Sugimoto (15/0), Kōta Ōsone (5/0), Takumi Mase (39/4), Chihiro Katō (27/0), Takumi Nagura (31/4), Hiromu Kamada (18/0), Foguinho (35/5), Yūto Uchida (34/1), Cayman Togashi (37/11), Motohiko Nakajima (33/4), George Onaiwu (1/0), Yōta Satō (15/0), Yasushi Endō (32/5)                                                                                    |
| Blaublitz Akita      | Yoshiaki Arai (10/0), Tatsushi Koyanagi (27/0), Jurato Ikeda (34/2), Kaito Chida (33/1), Yūji Wakasa (29/1), Makoto Fukōin (14/0), Taira Shige (33/2), Ryōta Nakamura (30/2), Masaki Okino (2/0), Kōya Handa (8/2), Ryūji Saitō (27/1), Yōsuke Mikami (32/1), Nao Eguchi (21/0), Naoki Inoue (25/2), Kōki Shimosaka (3/1), Ibuki Yoshida (38/5), Hayate Take (39/4), Shintarō Katō (3/0), Yūdai Tanaka (33/0), Ryōta Takada (2/0), Shūto Inaba (32/0), Daiki Kogure (29/2), Tomofumi Fujiyama (31/2), Yūto Fujita (5/0), Keita Saitō (38/3), Ryūtarō Iio (17/1), Yūkō Takase (24/0), Shōta Aoki (27/5), Ken’ichi Kaga (9/0) |
| Montedio Yamagata    | Masaaki Gotō (42/0), Kōsuke Yamazaki (41/2), Riku Handa (35/0), Hiroki Noda (37/2), Takumi Yamada (21/0), Ken’ya Okazaki (3/0), Yūdai Konishi (33/1), Dellatorre (30/9), Kōta Yamada (35/5), Yoshiki Fujimoto (15/7), Kunitomo Suzuki (13/1), Takayuki Arakaki (9/0), Ibuki Fujita (36/2), Taiki Katō (38/6), Shūto Minami (29/0), Ryōta Matsumoto (12/0), Tiago Alves (34/10), Tomoyasu Yoshida (5/0), Shūto Kawai (31/0), Rui Yokoyama (9/1), Shintarō Kokubu (39/3), Ayumu Kawai (32/0), Towa Arakawa (1/0), Akira Silvano Disaro (17/8), Kiriya Sakamoto (1/0), Seiji Kimura (6/0), Ryūsuke Ōtomo (1/0), Kōki Kido (17/1), Keita Yoshioka (4/0), Yūta Fujihara (6/0), Ryōnosuke Kabayama (15/2), Taiju Yoshida (1/0)                                                                    |
| Mito HollyHock       | Kōki Gotōda (13/0), Kōshi Ōsaki (31/0), Tabinas Jefferson (23/1), Reo Yasunaga (9/0), Yutaka Soneda (27/5), Yūto Mori (16/2), Mizuki Andō (32/3), Jun Kanakubo (10/0), Kazuma Takai (18/3), Takumi Kusumoto (34/1), Naoki Tsubaki (37/3), Kōsuke Kinoshita (38/12), Ryōsuke Maeda (35/1), Ryō Niizato (29/4), Shōma Otoizumi (2/0), Kōichi Murata (17/1), Kaito Umeda (32/3), Nao Yamada (19/0), Kōdai Dohi (26/2), Shimon Teranuma (2/0), Yūto Hiratsuka (24/0), Louis Yamaguchi (34/0), Kenshin Takagishi (24/0), Stevia Egbus Mikuni (4/0), Fumiya Sugiura (18/1), Fumiya Unoki (8/0), Shōji Tōyama (16/5), Kaiyō Yanagimachi (6/0), Takaya Kuroishi (30/0), Kaiho Nakayama (3/0), Yoshitake Suzuki (36/0), Shū Mogi (5/0), Hayate Matsuda (12/0), Leonard Brodersen (1/0)               |
| Tochigi SC           | Shūhei Kawata (35/0), Yukuto Omoya (3/0), Hayato Kurosaki (37/3), Shō Satō (30/0), Yūki Nishiya (32/2), Yōjirō Takahagi (15/1), Yūji Senuma (15/1), Toshiki Mori (29/0), Juninho (11/0), Rimu Matsuoka (5/0), Teppei Yachida (39/1), Naoki Ōtani (18/0), Carlos Gutiérrez (36/4), Ren Yamamoto (15/0), Shō Ōmori (34/0), Kōki Ōshima (21/0), Kennedy Egbus Mikuni (3/0), Tokaç (21/1), Ken’ya Onodera (5/0), Keita Ueda (25/3), Kosuke Kambe (25/0), Masato Igarashi (11/0), Tomoyasu Yoshida (7/0), Kishō Yano (36/7), Kenta Fukumori (31/0), Kō Miyazaki (26/3), Ryōta Isomura (9/0), Kaito Suzuki (34/0), Ryō Nemoto (20/5), Sora Kobori (13/0), Keita Ide (1/0), Kazuki Fujita (7/0), Wataru Hiramatsu (2/0)                                                                            |
| Thespakusatsu Gunma  | Hayate Shirowa (37/1), Hiroto Hatao (37/2), Yūki Kawakami (21/0), Yūta Fujii (5/0), Tatsuya Uchida (13/1), Jun’ya Katō (36/2), Yūzō Iwakami (36/3), Shūto Kitagawa (25/2), Toshiya Tanaka (27/1), Shumpei Fukahori (29/2), Tomoyuki Shiraishi (10/0), Kōki Kazama (30/0), Kazune Kubota (6/0), Atsuki Yamanaka (29/0), Kazuma Okamoto (17/0), Masatoshi Kushibiki (38/0), Yuriya Takahashi (4/0), Shū Hiramatsu (34/8), Yūya Mitsunaga (4/0), Masaya Kojima (42/2), Kōji Okumura (27/2), Motoki Nagakura (6/2), Towa Yamane (23/2), Kōdai Watanabe (9/0), Hajime Hosogai (20/1), Taiki Amagasa (25/1), Akito Takagi (22/1), Kunitomo Suzuki (11/0), Yūto Nakayama (3/0), Yūya Takagi (12/1), Kōji Yamada (4/0), Riyo Kawamoto (10/1), Sō Hirao (2/0)                                        |
| Omiya Ardija         | Shūto Okaniwa (14/0), Masayuki Yamada (9/0), Hisashi Ōhashi (19/0), Yūta Mikado (13/0), Masakazu Tashiro (15/1), Shunsuke Kikuchi (27/4), Atsushi Kawata (40/7), Kanji Okunuki (19/1), Hidetoshi Takeda (31/0), Keisuke Ōyama (24/0), Ryō Shinzato (39/3), Sōya Takada (14/0), Shin’ya Yajima (38/4), Hiroki Kurimoto (21/1), Rikiya Motegi (33/1), Kiichi Yajima (7/0), Keisuke Nishimura (27/2), Yūtarō Hakamata (14/4), Masato Kojima (33/1), Seiya Nakano (22/6), Takamitsu Tomiyama (32/8), Hidetoshi Miyuki (9/0), Tomoki Ueda (2/0), Fumiya Takayanagi (1/0), Keisuke Muroi (1/0), Yūta Minami (15/0), Shōi Yoshinaga (11/0), Jin Izumisawa (16/1), Kō Shimura (26/0), Masahito Ono (38/1), Masato Nuki (2/0), Rin Yamazaki (7/0), Masaya Shibayama (35/3), Manafu Wakabayashi (1/0) |
| JEF United Chiba     | Shōta Arai (41/0), Taishi Taguchi (38/1), Yūsuke Kobayashi (23/0), Ikki Arai (39/8), Kōya Kazama (25/1), Kengo Kawamata (2/0), Tomoya Miki (40/7), Kōki Yonekura (28/0), Daisuke Suzuki (20/2), Shūto Kojima (7/0), Jang Min-gyu (34/2), Takaki Fukumitsu (34/0), Andrew Kumagai (29/1), Saldanha (16/1), Toshiyuki Takagi (29/3), Yōsuke Akiyama (26/0), Shōgo Sasaki (14/0), Rui Sueyoshi (22/0), Shunsuke Nishikubo (27/1), Tiago de Leonço (27/4), Tomoya Shinohara (4/0), Taichi Sakuma (9/0), Shūto Tanabe (15/0), Sōta Matsubara (1/0), Issei Takahashi (8/1), Daniel Alves (12/0), Ricardo Lopes (10/0), Keita Buwanika (25/5), Solomon Sakuragawa (36/7), Hiiro Komori (2/0), Shuntarō Yaguchi (6/0), Sōshirō Tanida (1/0), Kōta Kuwabara (2/0)                                    |
| Tokyo Verdy          | Matheus (20/0), Daiki Fukazawa (32/3), Boniface Nduka (32/3), Ryōta Kajikawa (39/1), Tomohiro Taira (11/1), Rihito Yamamoto (17/1), Kōki Morita (34/4), Haruya Ide (7/0), Ryūji Sugimoto (31/6), Mizuki Arai (27/5), Jin Hanato (5/0), Toyofumi Sakano (10/3), Taiga Ishiura (20/1), Seiya Baba (31/0), Kōhei Yamakoshi (20/0), Kōken Katō (27/0), Vásquez Byron (28/4), Junki Koike (29/3), Mahiro Ano (17/0), Yūya Nagasawa (5/0), Maaya Sako (4/0), Hiroto Taniguchi (34/1), Yūta Narawa (15/0), Tetsuyuki Inami (12/0), Ren Katō (30/3), Ryōga Satō (40/13), Tatsuya Yamaguchi (4/0), Keito Kawamura (28/3), Itsuki Someno (16/4), Tōru Takagiwa (15/0), Yū Miyamoto (9/0), Rikuto Hashimoto (3/0), Ryō Nishitani (9/0), Arhan (1/0), Hisaya Satō (2/0)                                 |
| FC Machida Zelvia    | Masayuki Okuyama (40/2), Kai Miki (2/0), Kōsuke Ōta (7/0), Kōta Fukatsu (33/1), Kaishū Sano (20/1), Dudu (29/8), Leo Takae (39/0), Chong Te-se (34/6), Taiki Hirato (38/9), Shun'ya Suganuma (19/0), Zento Uno (9/0), Shōhei Takahashi (39/1), Ariajasuru Hasegawa (38/4), Kazuma Yamaguchi (28/1), Daiki Satō (8/0), Hijiri Onaga (42/0), William Popp (17/0), Jun Okano (20/1), Takumi Narasaka (1/0), Misaki Haruyama (2/0), Shūsuke Ōta (40/11), Yūki Nakashima (23/1), Yū Hirakawa (16/2), Vinícius Araújo (32/2), Takuya Yasui (30/0), Kōki Fukui (28/0), Ken Higuchi (1/0) |
| Yokohama FC          | Rhayner (21/0), Takumi Nakamura (32/0), Hideto Takahashi (14/0), Gabriel (29/3), Takuya Wada (35/1), Takuya Matsuura (20/1), Kōsuke Saitō (26/3), Kléber (12/3), Reo Yasunaga (13/0), Saulo Mineiro (19/4), Ryō Tabei (16/0), Shō Itō (25/6), Tatsuya Hasegawa (38/4), Eijirō Takeda (32/0), Kōki Ogawa (41/26), Masashi Kamekawa (35/2), Zain Issaka (29/2), Akinori Ichikawa (3/0), Katsuya Iwatake (37/2), Yūya Takagi (11/0), Shunsuke Nakamura (6/0), Daiki Nakashio (10/0), Kōhei Tezuka (22/0), Towa Yamane (12/0), Marcelo Ryan (9/2), Tomoki Kondō (9/0), Mateus Moraes (1/0), Yūshi Yamaya (2/0), Kazuma Watanabe (23/3), Yūji Rokutan (5/0), Felipe Vizeu (8/1), Ryōya Yamashita (41/3), Svend Brodersen (35/0)                                                                  |
| Ventforet Kofu       | Kōhei Kawata (37/0), Hidehiro Sugai (41/5), Renato Vischi (4/0), Hideomi Yamamoto (14/0), Niki Urakami (42/0), Hideyuki Nozawa (6/0), Shō Araki (35/1), Ryōhei Arai (2/0), Kazushi Mitsuhira (33/7), Willian Lira (39/9), Bruno Paraíba (15/2), Fumitaka Kitatani (7/0), Riku Nakayama (5/0), Riku Iijima (24/2), Kōya Hayashida (12/0), Igor (5/1), Yoshiki Torikai (37/4), Jumma Miyazaki (31/3), Nagi Matsumoto (30/3), Riku Nozawa (27/1), Masahiro Sekiguchi (37/0), Riku Yamada (40/1), Yuzuki Yamato (7/0), Toshiki Ishikawa (28/0), Iwana Kobayashi (21/0), Getúlio (4/0), Kōsuke Okanishi (5/0), Foguete (7/0), Sōta Miura (5/0), Shūsuke Yonehara (1/0), Eduardo Mancha (10/0), Motoki Hasegawa (40/8), Yamato Naitō (3/0)                                                        |
| Albirex Niigata      | Ryōsuke Kojima (42/0), Thomas Deng (8/0), Michael James (27/1), Hiroki Akiyama (20/1), Kaito Taniguchi (36/9), Takahiro Kō (39/1), Kōji Suzuki (21/8), Shion Homma (22/5), Alexandre Guedes (11/2), Ryōtarō Itō (42/9), Shunsuke Mito (24/6), Taiki Watanabe (6/0), Ippey Shinozuka (14/2), Fumiya Hayakawa (7/0), Yūji Hoshi (21/1), Yuzuru Shimada (33/2), Eitarō Matsuda (38/4), Yōta Komi (23/4), Sōya Fujiwara (41/4), Ken Yamura (11/1), Kazuyoshi Shimabuku (12/1), Yūto Horigome (40/1), Takumi Hasegawa (9/0), Yoshiaki Takagi (32/9), Kazuhiko Chiba (25/0), Jimpei Yoshida (3/0), Daichi Tagami (23/2) |
| Zweigen Kanazawa     | Yūto Shirai (41/0), Yūto Nagamine (36/0), Kengo Kuroki (11/0), Daisuke Matsumoto (20/2), Riku Matsuda (39/0), Hiroya Matsumoto (34/8), Keita Fujimura (40/1), Shion Niwa (23/1), Shintarō Shimada (35/3), Kyōhei Sugiura (37/7), Ryūhei Ōishi (33/4), Shun’ya Mōri (29/2), Shō Hiramatsu (34/2), Kazuya Onohara (32/1), Yōhei Toyoda (34/6), Masamichi Hayashi (42/13), Shōgo Rikiyasu (24/0), Seiya Katakura (1/0), Takayuki Takayasu (5/0), Naoki Sutō (15/0), Tomonobu Hiroi (12/0), Hayato Ōtani (13/1), Rikito Sugiura (2/0), Son Taiga (16/0), Motoaki Miura (1/0), Honoya Shōji (39/4) |
| Fagiano Okayama      | Tōgo Umeda (4/0), Kaito Abe (12/0), Mizuki Hamada (12/1), Yasutaka Yanagi (38/4), Kōhei Kiyama (21/0), Tiago Alves (34/16), Stefan Mauk (23/4), Han Eui-gwon (28/4), Kiwara Miyazaki (19/1), Tomohiko Miyazaki (14/0), Junki Kanayama (13/0), Yūdai Tanaka (39/5), Mitchell Duke (36/8), Ryōsuke Kawano (36/0), Kenji Sekido (1/0), Kazuki Saitō (11/0), Takaya Kimura (19/0), Riyo Kawamoto (21/2), Kōdai Sano (28/3), Jordy Buijs (39/7), Shumpei Naruse (31/0), Tatsuhiko Noguchi (3/0), Haruka Motoyama (38/1), Yōsuke Kawai (33/1), Yūto Hikida (3/0), Yūji Wakasa (12/0), Daiki Hotta (27/0), Ryō Nagai (11/1), Haruto Shirai (22/1), Shūhei Tokumoto (31/1), Taishi Semba (13/1) |
| Renofa Yamaguchi FC  | Kōsuke Kikuchi (12/1), Renan (25/0), Hikaru Manabe (19/0), Kentarō Satō (24/0), Hirofumi Watanabe (34/1), Hiroto Ishikawa (14/1), Kensuke Satō (40/1), Kazuhito Kishida (23/3), Jōji Ikegami (26/3), Yatsunori Shimaya (8/0), Shūhei Ōtsuki (19/3), Kento Hashimoto (35/2), Takayuki Mae (11/1), Masakazu Yoshioka (29/0), Daisuke Takagi (37/5), Takaya Numata (41/7), Wataru Tanaka (38/5), Kentarō Seki (36/0), Jin Ikoma (27/2), Hikaru Naruoka (7/3), Riku Kamigaki (26/0), Hidenori Takahashi (13/0), Reoto Kodama (22/1), Riku Terakado (6/0), Kazuma Takai (16/7), Kōji Yamase (34/2), Kōta Kawano (3/0), Kaito Kuwahara (8/0), Tsubasa Umeki (17/3) |
| Tokushima Vortis     | José Aurelio Suárez (34/0), Taiki Tamukai (15/0), Ryōga Ishio (15/0), Hidenori Ishii (4/0), Kōhei Uchida (38/4), Eiji Shirai (42/3), Mushaga Bakenga (22/4), Masaki Watai (19/1), Kōki Sugimori (35/5), Naoto Arai (38/2), Caca (33/2), Shōta Fujio (30/10), Chie Edoojon Kawakami (11/0), Kazunari Ichimi (25/7), Akihiro Satō (7/0), Yūshi Hasegawa (19/0), Shunto Kodama (37/0), Seiya Fujita (11/0), Rio Hyon (14/0), Kazuki Nishiya (37/4), Takashi Abe (39/0), Tatsunori Sakurai (26/0), Koki Matsuzawa (1/0), Kiyoshirō Tsuboi (18/1), Tōru Hasegawa (7/0), Oriola Sunday (6/0), Elsinho (22/2), Akira Hamashita (29/2), Taiyō Nishino (5/0), Tarō Sugimoto (13/0) |
| V-Varen Nagasaki     | Masaya Tomizawa (33/0), Ryō Okui (27/1), Yūya Kuwasaki (34/1), Cristiano (36/6), Asahi Uenaka (28/5), Caio César (35/1), Edigar Junio (41/12), Masaru Katō (39/1), Hijiri Katō (35/1), Kōta Muramatsu (26/0), Hiroki Akino (1/0), Ryōhei Yamazaki (32/4), Takashi Sawada (36/3), Yōhei Ōtake (18/0), Takashi Kasahara (8/0), Kōya Okuda (18/2), Shun'ya Yoneda (34/4), Yūsei Egawa (36/1), Kazuki Kushibiki (20/0), Hiroshi Futami (33/0), Ken Tokura (27/3), Shunki Takahashi (15/0), Clayson (12/3), Gaku Harada (1/0), Víctor Ibarbo (7/0), Tsubasa Kasayanagi (2/0), Seiya Satsukida (4/0), Taisei Abe (1/0), Haruki Shirai (8/1), Kaique (4/0), Shuta Kikuchi (2/0) |
| Roasso Kumamoto      | Ryuga Tashiro (4/0), Kōhei Kuroki (41/1), Osamu Henry Iyoha (38/2), Shūichi Sakai (9/0), Masahiro Sugata (40/4), Sō Kawahara (42/1), Keisuke Tanabe (31/2), Shūhei Kamimura (13/1), Toshiki Takahashi (40/14), Shun Itō (33/5), Shōhei Aihara (21/2), Takuya Masuda (2/0), Yūhi Takemoto (38/5), Shōhei Mishima (30/1), Kōki Sakamoto (40/5), Naohiro Sugiyama (42/9), Sōta Higashide (5/0), Thales (12/0), Yūya Satō (36/0), Takuro Ezaki (1/0), Yusei Toshida (32/1), Aiki Miyahara (2/0), Tatsuki Higashiyama (17/1), Itto Fujita (28/0), Kaito Abe (32/1), Rei Hirakawa (11/2) |
| Oita Trinita         | Shun Takagi (31/0), Yūki Kagawa (10/0), Yūto Misao (42/0), Keisuke Saka (19/0), Yūki Kobayashi (17/0), Rei Matsumoto (11/0), Yamato Machida (19/0), Naoki Nomura (23/3), Hokuto Shimoda (35/3), Kōhei Isa (15/1), Yukitoshi Itō (15/0), Yūta Koide (10/0), Arata Watanabe (25/4), Kenta Inoue (34/1), Kazuki Fujimoto (23/4), Katsunori Ueebisu (21/0), Shun Nagasawa (23/8), Eduardo Neto (22/2), Samuel (22/6), Hiroto Nakagawa (20/4), Seigō Kobayashi (12/3), Kenshin Yasuda (8/0), Tsukasa Umesaki (24/3), Jun’ya Nodake (3/0), Shin’ya Utsumoto (12/0), Pereira (36/5), Hiroto Goya (35/7), Keita Takahata (13/1), Asahi Masuyama (23/1), Mū Kanazaki (12/1), Masaki Yumiba (25/3), Shun Yoshida (11/0), Kento Haneda (13/1), Yūsei Yashiki (6/0)                                     |
| FC Ryukyu            | Dany Carvajal (19/0), Takayuki Fukumura (32/0), Ryōhei Okazaki (24/0), Reo Yamashita (1/0), Takashi Kanai (26/2), Keita Tanaka (21/0), Ren Ikeda (39/1), Lee Yong-jick (26/0), Yū Tomidokoro (34/1), Katsuya Nakano (33/6), Kōki Kiyotake (26/3), Keigo Numata (26/0), Yūki Ōmoto (39/1), Takuma Abe (15/3), Ryūnosuke Noda (26/5), Yūki Kusano (22/7), Kazumasa Uesato (21/1), Shin’ya Uehara (22/2), Makito Uehara (27/0), Sittichok Paso (1/0), Vinícius dos Santos (4/0), Kazuto Takezawa (35/0), Junto Taguchi (23/0), Sō Nakagawa (18/0), Rio Ōmori (22/1), Takuya Hitomi (23/3), Phạm Văn Luân (1/0), Kelvin (17/1), Sadam Sulley (12/3), Álex Barrera (1/0), Kōhei Katō (8/0) |

## Statistiken

### Tabelle
| Pl.                    | Verein                   | Sp. | S  | U  | N  | Tore    | Diff. | Punkte |
| ---------------------- | ------------------------ | --- | -- | -- | -- | ------- | ----- | ------ |
| 1.                     | Albirex Niigata          | 42  | 25 | 9  | 8  | 073:350 | +38   | 84     |
| 2.                     | Yokohama FC (A)          | 42  | 23 | 11 | 8  | 066:490 | +17   | 80     |
| 3.                     | Fagiano Okayama          | 42  | 20 | 12 | 10 | 061:420 | +19   | 72     |
| 4.                     | Roasso Kumamoto (N)      | 42  | 18 | 13 | 11 | 058:480 | +10   | 67     |
| 5.                     | Ōita Trinita (A)         | 42  | 17 | 15 | 10 | 062:520 | +10   | 66     |
| 6.                     | Montedio Yamagata        | 42  | 17 | 13 | 12 | 062:400 | +22   | 64     |
| 7.                     | Vegalta Sendai (A)       | 42  | 18 | 9  | 15 | 067:590 | +8    | 63     |
| 8.                     | Tokushima Vortis (A)     | 42  | 13 | 23 | 6  | 048:350 | +13   | 62     |
| 9.                     | Tokyo Verdy              | 42  | 16 | 13 | 13 | 062:550 | +7    | 61     |
| 10.                    | JEF United Chiba         | 42  | 17 | 10 | 15 | 044:420 | +2    | 61     |
| 11.                    | V-Varen Nagasaki         | 42  | 15 | 11 | 16 | 050:540 | −4    | 56     |
| 12.                    | Blaublitz Akita          | 42  | 15 | 11 | 16 | 039:460 | −7    | 56     |
| 13.                    | Mito Hollyhock           | 42  | 14 | 12 | 16 | 047:460 | +1    | 54     |
| 14.                    | Zweigen Kanazawa         | 42  | 13 | 13 | 16 | 056:690 | −13   | 52     |
| 15.                    | FC Machida Zelvia        | 42  | 14 | 9  | 19 | 051:500 | +1    | 51     |
| 16.                    | Renofa Yamaguchi FC      | 42  | 13 | 11 | 18 | 051:540 | −3    | 50     |
| 17.                    | Tochigi SC               | 42  | 11 | 16 | 15 | 032:400 | −8    | 49     |
| 18.                    | Ventforet Kofu           | 42  | 11 | 15 | 16 | 047:540 | −7    | 48     |
| 19.                    | Omiya Ardija             | 42  | 10 | 13 | 19 | 048:640 | −16   | 43     |
| 20.                    | Thespakusatsu Gunma      | 42  | 11 | 9  | 22 | 036:570 | −21   | 42     |
| 21.                    | FC Ryūkyū                | 42  | 8  | 13 | 21 | 041:650 | −24   | 37     |
| 22.                    | Iwate Grulla Morioka (N) | 42  | 9  | 7  | 26 | 035:800 | −45   | 34     |
| Stand: Saisonende 2022 |                          |     |    |    |    |         |       |        |

| Zum Saisonende 2022:                                                                         |                                                                                               |
| Aufstieg in die J1 League 2023                                                               |                                                                                               |
| Teilnahme an den Playoffs für die J1 League                                                  |                                                                                               |
| Sieger des Kaiserpokals 2022 und Teilnahme an der Gruppenphase der AFC Champions League 2023 |                                                                                               |
| Abstieg in die J3 League 2023                                                                |                                                                                               |
| Zum Saisonende 2021:                                                                         |                                                                                               |
| (A)                                                                                          | Absteiger aus der J1 League 2021: Yokohama FC, Ōita Trinita, Tokushima Vortis, Vegalta Sendai |
| (N)                                                                                          | Aufsteiger aus der J3 League 2021: Roasso Kumamoto, Iwate Grulla Morioka                      |

### Kreuztabelle
Die Kreuztabelle stellt die Ergebnisse aller Spiele der Saison dar. Die Heimmannschaft ist in der linken Spalte, die Gastmannschaft in der oberen Zeile aufgelistet.
|                      | IG                     | VS  |     |     |     |     |     |     |     |     |     |     |     |     | ZK  | FO  | RY  |     | VN  | RK  |     | FR  |
| Iwate Grulla Morioka |                        | 1:5 | 0:1 | 3:3 | 1:0 | 1:1 | 0:1 | 1:0 | 1:2 | 0:2 | 1:3 | 1:3 | 1:0 | 0:2 | 1:3 | 1:3 | 0:0 | 1:0 | 0:4 | 1:2 | 1:2 | 0:1 |
| Vegalta Sendai       | 3:0                    |     | 3:1 | 1:1 | 1:2 | 2:1 | 0:0 | 2:3 | 0:2 | 0:2 | 0:3 | 2:3 | 3:0 | 0:0 | 4:1 | 0:0 | 2:1 | 1:1 | 1:2 | 2:1 | 1:3 | 2:0 |
| Blaublitz Akita      | 3:1                    | 0:0 |     | 0:2 | 1:1 | 0:3 | 0:1 | 0:1 | 3:0 | 3:3 | 2:1 | 1:0 | 0:0 | 1:0 | 2:3 | 0:1 | 0:1 | 0:0 | 0:1 | 2:2 | 0:1 | 2:1 |
| Montedio Yamagata    | 4:1                    | 2:3 | 5:1 |     | 0:0 | 0:2 | 0:1 | 2:0 | 2:0 | 3:3 | 1:0 | 2:0 | 0:1 | 1:1 | 4:1 | 0:2 | 1:0 | 3:0 | 2:0 | 0:1 | 1:1 | 4:0 |
| Mito Hollyhock       | 3:0                    | 2:3 | 0:1 | 1:0 |     | 0:1 | 2:1 | 1:0 | 0:1 | 1:2 | 0:0 | 1:2 | 2:1 | 0:3 | 1:1 | 1:1 | 3:2 | 1:1 | 0:1 | 2:0 | 2:0 | 0:0 |
| Tochigi SC           | 1:1                    | 0:1 | 1:0 | 1:2 | 2:3 |     | 1:1 | 1:1 | 2:1 | 0:1 | 1:0 | 0:0 | 0:0 | 0:2 | 0:2 | 0:1 | 2:1 | 1:1 | 2:3 | 1:1 | 1:1 | 0:0 |
| Thespakusatsu Gunma  | 5:1                    | 1:0 | 0:1 | 1:0 | 2:1 | 0:0 |     | 1:0 | 0:3 | 0:1 | 0:2 | 3:3 | 1:1 | 0:2 | 0:0 | 0:1 | 1:6 | 0:0 | 2:3 | 2:3 | 0:1 | 0:0 |
| Omiya Ardija         | 0:1                    | 2:4 | 0:0 | 1:1 | 0:2 | 3:1 | 3:2 |     | 2:1 | 2:2 | 0:2 | 3:2 | 1:3 | 2:2 | 0:1 | 1:1 | 2:1 | 0:2 | 3:3 | 1:2 | 2:2 | 1:0 |
| JEF United Chiba     | 0:1                    | 2:0 | 0:1 | 0:0 | 2:1 | 0:1 | 0:1 | 1:1 |     | 3:1 | 1:2 | 1:1 | 0:0 | 1:0 | 1:0 | 1:0 | 2:0 | 0:0 | 0:1 | 0:1 | 0:3 | 2:1 |
| Tokyo Verdy          | 2:2                    | 3:1 | 0:2 | 1:0 | 0:2 | 3:0 | 1:1 | 1:1 | 1:1 |     | 2:1 | 0:1 | 0:0 | 1:0 | 1:3 | 2:0 | 3:0 | 0:1 | 1:0 | 2:3 | 1:0 | 2:1 |
| FC Machida Zelvia    | 1:0                    | 2:3 | 2:0 | 1:1 | 2:3 | 0:1 | 2:0 | 3:0 | 1:1 | 2:2 |     | 0:1 | 2:1 | 2:1 | 3:2 | 3:1 | 0:1 | 0:2 | 1:2 | 1:1 | 1:1 | 0:0 |
| Yokohama FC          | 0:3                    | 2:1 | 1:1 | 2:1 | 3:2 | 0:0 | 1:0 | 3:2 | 4:0 | 1:1 | 1:1 |     | 1:0 | 2:0 | 2:3 | 1:0 | 1:0 | 2:1 | 1:0 | 0:1 | 2:3 | 3:1 |
| Ventforet Kofu       | 2:0                    | 2:3 | 3:1 | 1:1 | 1:1 | 0:1 | 1:0 | 0:3 | 1:1 | 2:0 | 1:0 | 1:2 |     | 1:2 | 2:2 | 1:2 | 1:1 | 1:1 | 0:1 | 2:2 | 1:1 | 5:2 |
| Albirex Niigata      | 2:0                    | 3:0 | 3:0 | 3:0 | 2:0 | 2:0 | 3:2 | 1:0 | 1:2 | 4:3 | 2:1 | 3:0 | 2:0 |     | 1:0 | 2:3 | 1:1 | 2:2 | 2:1 | 1:0 | 0:1 | 3:0 |
| Zweigen Kanazawa     | 2:1                    | 1:4 | 0:3 | 1:1 | 1:1 | 0:0 | 2:1 | 1:2 | 0:1 | 2:1 | 1:2 | 1:1 | 2:3 | 0:3 |     | 3:1 | 1:0 | 0:1 | 3:3 | 2:2 | 3:3 | 1:2 |
| Fagiano Okayama      | 0:1                    | 3:0 | 1:2 | 2:1 | 2:1 | 0:0 | 0:1 | 4:2 | 1:1 | 2:1 | 2:0 | 1:1 | 4:1 | 1:1 | 5:1 |     | 3:2 | 1:1 | 3:0 | 0:2 | 1:0 | 1:0 |
| Renofa Yamaguchi FC  | 2:2                    | 2:2 | 2:0 | 0:1 | 1:0 | 2:1 | 2:1 | 1:0 | 1:3 | 3:1 | 3:1 | 3:3 | 2:1 | 1:3 | 1:1 | 0:1 |     | 0:0 | 1:2 | 1:1 | 0:0 | 2:3 |
| Tokushima Vortis     | 5:0                    | 2:2 | 0:0 | 0:1 | 1:1 | 0:1 | 1:0 | 3:1 | 1:0 | 1:1 | 3:2 | 1:1 | 2:0 | 1:1 | 0:0 | 1:0 | 2:1 |     | 0:0 | 2:2 | 2:2 | 0:0 |
| V-Varen Nagasaki     | 2:2                    | 0:2 | 0:0 | 1:1 | 1:0 | 1:1 | 2:0 | 0:0 | 0:2 | 1:1 | 1:0 | 0:2 | 1:2 | 2:2 | 0:1 | 0:0 | 0:1 | 1:2 |     | 1:3 | 4:1 | 2:3 |
| Roasso Kumamoto      | 1:0                    | 0:2 | 1:2 | 0:3 | 0:0 | 2:0 | 5:1 | 1:0 | 1:1 | 1:0 | 0:0 | 3:4 | 1:1 | 1:2 | 3:0 | 1:1 | 1:0 | 1:1 | 2:0 |     | 1:2 | 0:2 |
| Ōita Trinita         | 3:0                    | 1:0 | 1:1 | 0:3 | 1:1 | 0:0 | 2:1 | 1:1 | 3:2 | 2:2 | 3:1 | 1:2 | 2:1 | 1:2 | 1:3 | 2:2 | 1:1 | 1:0 | 3:1 | 1:2 |     | 4:1 |
| FC Ryukyu            | 1:2                    | 1:1 | 0:1 | 2:2 | 1:2 | 1:0 | 0:1 | 1:1 | 1:2 | 2:5 | 0:1 | 0:1 | 1:1 | 1:1 | 1:1 | 3:3 | 0:1 | 3:3 | 1:2 | 2:0 | 1:0 |     |
|                      | Stand: Saisonende 2022 |     |     |     |     |     |     |     |     |     |     |     |     |     |     |     |     |     |     |     |     |     |

### Aufstiegsplayoffs

#### Viertelfinale
| Datum            |                 | Ergebnis |                   |
| ---------------- | --------------- | -------- | ----------------- |
| 30. Oktober 2022 | Fagiano Okayama | 0:3      | Montedio Yamagata |
| 30. Oktober 2022 | Roasso Kumamoto | 2:2      | Ōita Trinita      |

#### Halbfinale
| Datum            |                 | Ergebnis |                   |
| ---------------- | --------------- | -------- | ----------------- |
| 6. November 2022 | Roasso Kumamoto | 2:2      | Montedio Yamagata |

#### Relegationsspiel J1 League
| Datum             |             | Ergebnis |                 |
| ----------------- | ----------- | -------- | --------------- |
| 13. November 2022 | Kyōto Sanga | 1:1      | Roasso Kumamoto |

### Torschützen
| Platz                  | Name                 | Mannschaft          | Tore |
| ---------------------- | -------------------- | ------------------- | ---- |
| 1.                     | Kōki Ogawa           | Yokohama FC         | 26   |
| 2.                     | Tiago Alves          | Fagiano Okayama     | 16   |
| 3.                     | Masato Nakayama      | Vegalta Sendai      | 14   |
| 3.                     | Toshiki Takahashi    | Roasso Kumamoto     | 14   |
| 5.                     | Ryōga Satō           | Tokyo Verdy         | 13   |
| 5.                     | Masamichi Hayashi    | Zweigen Kanazawa    | 13   |
| 7.                     | Kōsuke Kinoshita     | Mito Hollyhock      | 12   |
| 7.                     | Edigar Junio         | V-Varen Nagasaki    | 12   |
| 9.                     | Cayman Togashi       | Vegalta Sendai      | 11   |
| 9.                     | Shūsuke Ōta          | FC Machida Zelvia   | 11   |
| 11.                    | Shōta Fujio          | Tokushima Vortis    | 10   |
| 11.                    | Tiago Alves          | Montedio Yamagata   | 10   |
| 13.                    | Dellatorre           | Montedio Yamagata   | 9    |
| 13.                    | Taiki Hirato         | FC Machida Zelvia   | 9    |
| 13.                    | Ryōtarō Itō          | Albirex Niigata     | 9    |
| 13.                    | Willian Lira         | Ventforet Kofu      | 9    |
| 13.                    | Naohiro Sugiyama     | Roasso Kumamoto     | 9    |
| 13.                    | Yoshiaki Takagi      | Albirex Niigata     | 9    |
| 13.                    | Kazuma Takai         | Renofa Yamaguchi FC | 9    |
| 13.                    | Kaito Taniguchi      | Albirex Niigata     | 9    |
| 21.                    | Ikki Arai            | JEF United          | 8    |
| 21.                    | Akira Silvano Disaro | Montedio Yamagata   | 8    |
| 21.                    | Dudú                 | FC Machida Zelvia   | 8    |
| 21.                    | Mitchell Duke        | Fagiano Okayama     | 8    |
| 21.                    | Motoki Hasegawa      | Ventforet Kofu      | 8    |
| 21.                    | Shū Hiramatsu        | Thespakusatsu Gunma | 8    |
| 21.                    | Shun Nagasawa        | Ōita Trinita        | 8    |
| 21.                    | Kōji Suzuki          | Albirex Niigata     | 8    |
| 21.                    | Takamitsu Tomiyama   | Omiya Ardija        | 8    |
| Stand: Saisonende 2022 |                      |                     |      |

### Assists
| Platz                  | Name              | Mannschaft        | Assists |
| ---------------------- | ----------------- | ----------------- | ------- |
| 1.                     | Sō Kawahara       | Roasso Kumamoto   | 12      |
| 2.                     | Tatsuya Hasegawa  | Yokohama FC       | 11      |
| 2.                     | Ryōtarō Itō       | Albirex Niigata   | 11      |
| 4.                     | Ryōsuke Kawano    | Fagiano Okayama   | 10      |
| 4.                     | Taiki Hirato      | FC Machida Zelvia | 10      |
| 6.                     | Shunto Kodama     | Tokushima Vortis  | 9       |
| 7.                     | Masaya Shibayama  | Ōmiya Ardija      | 8       |
| 7.                     | Ryōta Kajikawa    | Tokyo Verdy       | 8       |
| 9.                     | Motohiko Nakajima | Vegalta Sendai    | 7       |
| 9.                     | Shūsuke Ōta       | FC Machida Zelvia | 7       |
| 9.                     | Eitarō Matsuda    | Albirex Niigata   | 7       |
| 9.                     | Kyōhei Sugiura    | Zweigen Kanazawa  | 7       |
| 9.                     | Kōki Kiyotake     | FC Ryūkyū         | 7       |
| Stand: Saisonende 2022 |                   |                   |         |

### Weiße Weste (Clean Sheets)
Stand: Saisonende 2022
| Platz | Spieler               | Mannschaft           | Clean sheets |
| ----- | --------------------- | -------------------- | ------------ |
| 1.    | Ryōsuke Kojima        | Albirex Niigata      | 18           |
| 2.    | Masaaki Gotō          | Montedio Yamagata    | 15           |
| 3.    | Yūdai Tanaka          | Blaublitz Akita      | 13           |
| 3.    | Shūhei Kawata         | Tochigi SC           | 13           |
| 3.    | Shōta Arai            | JEF United           | 13           |
| 3.    | José Aurelio Suárez   | Tokushima Vortis     | 13           |
| 7.    | Masatoshi Kushibiki   | Thespakusatsu Gunma  | 12           |
| 7.    | Masaya Tomizawa       | V-Varen Nagasaki     | 12           |
| 7.    | Yūya Satō             | Roasso Kumamoto      | 12           |
| 10.   | Louis Yamaguchi       | Mito Hollyhock       | 10           |
| 10.   | Svend Brodersen       | Yokohama FC          | 10           |
| 10.   | Daiki Hotta           | Fagiano Okayama      | 10           |
| 13.   | Matheus Vidotto       | Tokyo Verdy          | 9            |
| 13.   | Kentarō Seki          | Renofa Yamaguchi FC  | 9            |
| 15.   | Kōhei Kawata          | Ventforet Kofu       | 7            |
| 15.   | Yūto Shirai           | Zweigen Kanazawa     | 7            |
| 15.   | Danny Carvajal        | FC Ryūkyū            | 7            |
| 18.   | Kōki Fukui            | FC Machida Zelvia    | 6            |
| 18.   | Shun Takagi           | Ōita Trinita         | 6            |
| 20.   | Kenta Matsuyama       | Iwate Grulla Morioka | 5            |
| 20.   | Yūma Obata            | Vegalta Sendai       | 5            |
| 20.   | William Popp          | FC Machida Zelvia    | 5            |
| 23.   | Taishi Brandon Nozawa | Iwate Grulla Morioka | 4            |
| 23.   | Daichi Sugimoto       | Vegalta Sendai       | 4            |
| 23.   | Kazuki Fujita         | Tochigi SC           | 4            |
| 23.   | Kō Shimura            | Ōmiya Ardija         | 4            |

### Hattricks
Stand: Saisonende 2022
| Spieler         | Verein           | Gegnerischer Verein  | Ergebnis | Datum          |
| --------------- | ---------------- | -------------------- | -------- | -------------- |
| Shōta Fujio     | Tokushima Vortis | Iwate Grulla Morioka | 5:0 (H)  | 20. April 2022 |
| Ryōhei Yamazaki | V-Varen Nagasaki | Iwate Grulla Morioka | 4:0 (A)  | 4. Mai 2022    |

## Zuschauerzahlen
| Platz | Mannschaft                | Gesamt- zuschauerzahl | Höchste Zuschauerzahl | Niedrigste Zuschauerzahl | Durchschnittliche Zuschauerzahl |
| ----- | ------------------------- | --------------------- | --------------------- | ------------------------ | ------------------------------- |
| 1.    | Albirex Niigata           | 314.039               | 32.979                | 7.556                    | 14.954                          |
| 2.    | Vegalta Sendai            | 188.810               | 15.372                | 5.447                    | 8.991                           |
| 3.    | Fagiano Okayama           | 148.360               | 12.570                | 12.570                   | 7.065                           |
| 4.    | Ōita Trinita              | 138.986               | 12.187                | 3.348                    | 6.618                           |
| 5.    | Montedio Yamagata         | 135.463               | 11.456                | 3.873                    | 6.451                           |
| 6.    | JEF United Ichihara Chiba | 121.267               | 8.639                 | 3.236                    | 5.775                           |
| 7.    | Ōmiya Ardija              | 110.707               | 8.279                 | 3.526                    | 5.272                           |
| 8.    | Yokohama FC               | 106.849               | 9.100                 | 2.508                    | 5.088                           |
| 9.    | V-Varen Nagasaki          | 106.280               | 10.345                | 2.582                    | 5.061                           |
| 10.   | Tokyo Verdy               | 104.054               | 12.846                | 1.598                    | 4.955                           |
| 11.   | Ventforet Kofu            | 103.531               | 9.095                 | 3.037                    | 4.930                           |
| 12.   | Tochigi SC                | 93.010                | 12.490                | 2.085                    | 4.429                           |
| 13.   | Tokushima Vortis          | 88.697                | 7.807                 | 2.316                    | 4.224                           |
| 14.   | Roasso Kumamoto           | 84.817                | 21.508                | 1.671                    | 4.039                           |
| 15.   | Renofa Yamaguchi FC       | 76.879                | 7.642                 | 2.299                    | 3.661                           |
| 16.   | Zweigen Kanazawa          | 71.842                | 11.859                | 938                      | 3.421                           |
| 17.   | FC Machida Zelvia         | 68.107                | 6.287                 | 1.814                    | 3.243                           |
| 18.   | Thespakusatsu Gunma       | 64.598                | 5.867                 | 1.324                    | 3.076                           |
| 19.   | Mito Hollyhock            | 59.645                | 5.476                 | 1.731                    | 2.982                           |
| 20.   | Blaublitz Akita           | 47.952                | 5.404                 | 954                      | 2.283                           |
| 21.   | FC Ryūkyū                 | 41.916                | 4.537                 | 608                      | 1.995                           |
| 22.   | Iwate Grulla Morioka      | 36.724                | 3.256                 | 681                      | 1.749                           |
|       | GESAMT                    | 2.318.829             | 32.979                | 608                      | 5.019                           |